# Johannes VI
Den här sidan handlar om påven. För den bysantinske kejsaren, se Johannes VI Kantakouzenos.
Johannes VI, född i Grekland, död 11 januari 705, var påve från den 30 oktober 701 till sin död drygt tre år senare, 11 januari 705.

## Biografi
Johannes VI var grek, men ingenting är känt om hans födelse i övrigt. Han uppsteg på Heliga stolen den 30 oktober 701. Någon gång under hans pontifikat fick han i Rom besök från Sicilien, av Theofylactos, "kammarherre, patricier, och exark över Italien". Efter hur några av påvens företrädare blivit behandlade av exarkatet, såg italienarna besöket som ett dåligt tecken för Johannes. Följaktligen skyndade all italiensk militär till Rom, och, medan de slagit läger utanför stadsmurarna, visade exarken sitt ogillande. För att undvika blodutgjutelse sände Johannes ett antal präster till militären, och försökte på flera sätt att lugna dem. Innan han kunde upplösa sällskapet, krävde de att vissa informatörer som stämplat och därigenom kastat vissa medborgare i den bysantinska förvaltningens händer, skulle överlämnas till dem för att straffas.
Langobarderna såg i oroligheterna sin chans att åter attackera de delar av Italien som dittills lyckats stå dem emot. Flera städer som tillhörde hertigdömet Rom belägrades, Guisulf avancerade så långt som till "Horrea" Puteoli - eller kanske "fundus Horrea" vid den femte milstolpen längs Via Latina. Eftersom det inte fanns militär att slå tillbaka framryckningen, sände Johannes, som oroades av folkets lidande, ett antal präster med pengar till den lombardiske hertigens läger. Dessa präster lyckades inte bara friköpa de fångar som Guisulf tagit, utan också att övertala honom att dra sig tillbaka från området.
Johannes var en av de påvar som sankt Wilfrid av York appellerade inför. Wilfrid påpekade att Heliga stolen måste uppträda med fasthet, och bad Johannes att förnya sina företrädares beslut (704). Johannes gjorde detta, och skickade tillbaka honom till England med brev till kung Ethelred och andra. Det dröjde dock till följande år innan påvens beslut åtlyddes. Johannes sände palliet till Brithwald, vilken han "bekräftade vara ärkebiskop av Canterbury".
Johannes begravdes i Peterskyrkan.